# Fatehabad (Uttar Pradesh)
Fatehabad ist eine Kleinstadt im nordindischen Bundesstaat Uttar Pradesh.
Fatehabad liegt in der nordindischen Ebene im Distrikt Agra.
Die Stadt befindet sich 35 km ostsüdöstlich der Distrikthauptstadt Agra 3 km südlich der Yamuna. Die Uttar-Pradesh-Fernstraße 62 (Agra–Etawah) führt durch die Stadt.
Fatehabad besitzt als Stadt den Status eines Nagar Panchayat. Beim Zensus 2011 hatte Fatehabad 23.278 Einwohner.